# 電線共同溝の整備等に関する特別措置法
電線共同溝の整備等に関する特別措置法（でんせんきょうどうこうのせいびとうにかんするとくべつそちほう、平成7年3月23日法律第39号）は、電線共同溝の建設および管理に関する特別の措置等を定め、特定の道路について、電線共同溝の整備等を行うことにより、当該道路の構造の保全を図りつつ、安全かつ円滑な交通の確保と景観の整備を図ることに関する法律である。
1995年（平成7年）3月23日付官報で公布された。
国土交通省（旧・建設省）道路局環境安全・防災課が所管し、同局路政課、経済産業省資源エネルギー庁電力・ガス事業部電力基盤整備課、総務省総合通信基盤局電気通信技術システム課と連携して執行にあたる。

## 構成
- 第一章　総則（第1条・第2条）
- 第二章　電線共同溝の建設（第3条―第9条）
- 第三章　電線共同溝の管理（第10条―第21条）
- 第四章　雑則（第22条―第30条）
- 附則